# Epidelta
Epidelta là một chi bướm đêm thuộc họ Erebidae.